# Stornorrfors
Stornorrfors est une centrale hydroélectrique situé à dans la commune d'Umeå, à 15 km de la ville d'Umeå, dans le nord de la Suède. Elle est située sur le cours du fleuve Umeälven. Avec une puissance de 590 MW, c'est la deuxième plus puissante centrale électrique suédoise, et sa production annuelle de 2 298 GWh en fait le principal producteur électrique du pays hors nucléaire, et équivaut à plus de 1,5% de la production électrique suédoise.

## Échelle à poissons
Une échelle à poisson fut construite en 2010  pour permettre en particulier aux saumons de remonter le courant jusqu'à la rivière protégée Vindelälven où ils se reproduisent. Cette échelle avec ses 300 m est l'une des plus longues d'Europe, et c'est aussi la seule qui permet de faire descendre les alevins.